# Paul Dupré-Lafon
Paul Dupré-Lafon est un architecte et décorateur français, né à Marseille le 17 juin 1900 et mort à Boulogne-Billancourt le 29 décembre 1971,. 

## Biographie
Il s'illustre principalement dans des réalisations de meubles et d'immeubles de style Art déco, parmi lesquels le siège social de la maison Weill réalisé à proximité de Montmartre en 1924.
Il eut recours aux talents d'Hélène Henry dans le choix de ses tissus d'ameublement.